# Petar Krpan
Petar Krpan (Osijek, 1º luglio 1974) è un allenatore di calcio ed ex calciatore croato, di ruolo attaccante.

## Carriera

### Giocatore

#### Club
Dopo aver giocato in patria nell'Osijek, tenta l'esperienza all'estero militando in Portogallo con Sporting Lisbona ed União Leiria. Sul finire dalla carriera gioca per una stagione in Cina.

#### Nazionale
Con la Nazionale croata ha preso parte ai Mondiali 1998.

### Allenatore
Il 22 giugno 2017 subentra a Dario Bašić come commissario tecnico della Croazia U-17, incarico che ricopre fino a dicembre dell'anno seguente.

## Statistiche

### Cronologia presenze e reti in nazionale
| Cronologia completa delle presenze e delle reti in nazionale ― Croazia | Cronologia completa delle presenze e delle reti in nazionale ― Croazia | Cronologia completa delle presenze e delle reti in nazionale ― Croazia | Cronologia completa delle presenze e delle reti in nazionale ― Croazia | Cronologia completa delle presenze e delle reti in nazionale ― Croazia | Cronologia completa delle presenze e delle reti in nazionale ― Croazia | Cronologia completa delle presenze e delle reti in nazionale ― Croazia | Cronologia completa delle presenze e delle reti in nazionale ― Croazia |
| Data                                                                   | Città                                                                  | In casa                                                                | Risultato                                                              | Ospiti                                                                 | Competizione                                                           | Reti                                                                   | Note                                                                   |
| ---------------------------------------------------------------------- | ---------------------------------------------------------------------- | ---------------------------------------------------------------------- | ---------------------------------------------------------------------- | ---------------------------------------------------------------------- | ---------------------------------------------------------------------- | ---------------------------------------------------------------------- | ---------------------------------------------------------------------- |
| 6-6-1998                                                               | Zagabria                                                               | Croazia                                                                | 7 – 0                                                                  | Australia                                                              | Amichevole                                                             | -                                                                      | 62’                                                                    |
| 30-6-1998                                                              | Bordeaux                                                               | Romania                                                                | 0 – 1                                                                  | Croazia                                                                | Mondiali 1998 - Ottavi di finale                                       | -                                                                      | 81’                                                                    |
| 5-9-1998                                                               | Dublino                                                                | Irlanda                                                                | 2 – 0                                                                  | Croazia                                                                | Qual. Euro 2020                                                        | -                                                                      | 67’                                                                    |
| Totale                                                                 |                                                                        | Presenze                                                               | 3                                                                      |                                                                        | Reti                                                                   | 0                                                                      |                                                                        |

## Palmarès

### Giocatore

#### Club
- Campionato croato: 2

NK Zagabria: 2001-2002
Hajduk Spalato: 2003-2004
- Coppa di Croazia: 3

Osijek: 1998-1999
Hajduk Spalato: 2002-2003
Rijeka: 2005-2006